# Mohan
Mohan (hindi मोहान) – miasto w północnych Indiach w stanie Uttar Pradesh, na Nizinie Hindustańskiej.
Populacja miasta w 2001 roku wynosiła 13 553 mieszkańców.